# Белоруков, Дмитрий Александрович
Дми́трий Алекса́ндрович Белору́ков (род. 24 марта 1983, Ленинград) — российский футболист, защитник. Тренер.

## Клубная карьера
Начинал заниматься футболом в школе петербургского «Кировца» у тренера Андрея Быстрова, а затем обучался в СДЮШОР «Смена» (тренеры — Станислав Беликов и Николай Воробьёв). Играл в Первенстве КФК за перебургские СКА (тренер — Алексей Стрепетов) и «Петротрест». Был на предсезонных сборах «Зенита» при Властимиле Петржеле. Сыграл за вторую команду «Зенита» два сезона во втором дивизионе. Осенью 2003 года играл за сборную зоны «Запад» на молодёжном турнире «Надежда».
В начале 2004 года перешёл в махачкалинский «Анжи», игравший в первом дивизионе. При тренере Евгении Кузнецове стал основным игроком команды. По ходу сезона «Анжи» возглавил Дмитрий Галямин, приведя ряд игроков, которые были взяты клубом в аренду. Получив расчёт, с сентября тренировался в Санкт-Петербурге с командой «Машиностроитель». Всего в сезоне 2004 года сыграл 19 матчей за «Анжи» в первом дивизионе.
Перед началом сезона 2005 года перешёл в «Амкар», который только вышел в премьер-лигу. Дебютировал за клуб в матче 1-го тура чемпионата против «Шинника». Сразу стал основным игроком команды. В 11 сезонах в премьер-лиге за «Амкар» (2005—2015/16) сыграл в чемпионате 255 матчей, забил 16 мячей, с учётом матчей Кубка России и двух игр Лиги Европы против «Фулхэма» сыграл за пермский клуб более 280 матчей. С 2011 года — капитан команды, в 2015—2016 годах — играющий тренер.
22 июня 2016 перешел в московское «Динамо», которому после вылета из премьер-лиги предстояло играть в ФНЛ. Контракт был подписан на два года. По словам Белорукова, зарплата в московском клубе была у него в два раза выше, чем в «Амкаре».
31 августа 2017 года вернулся в «Амкар» на правах аренды. 21 июля 2018 года подписал контракт с «Анжи». В 2019 году завершил карьеру игрока после чего стал детским тренером в академии.
Всего в высшем российском дивизионе провёл 283 матча, забил 16 мячей. В 2005 году сыграл 4 матча за молодёжную сборную России (U-21).
В сентябре 2020 года вошёл в тренерский штаб ФК «Звезда» (Пермь), став тренером-селекционером и помощником главного тренера команды Рустема Хузина. Перед сезоном 2021/22 в составе тренерского штаба перешёл в «Амкар», через полгода стал главным тренером молодёжной команды. 27 декабря 2022 года был назначен главным тренером клуба второй лиги «Динамо» (Санкт-Петербург). В январе 2024 года покинул пост главного тренера «Динамо». В феврале 2024 года пополнил тренерский штаб «КАМАЗа» (Набережные Челны).

## Достижения
Командные
«Амкар»
- Финалист Кубка России: 2007/08

«Динамо» (Москва)
- Победитель Первенства ФНЛ: 2016/17

Личные
- В списках 33-х лучших футболистов чемпионата России (2008)
- Второй лучший футболист Пермского края (2): 2009, 2010

## Клубная статистика

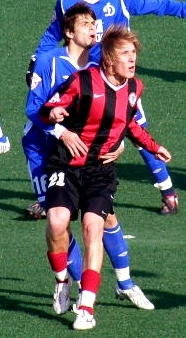
Белоруков в игре за «Амкар»

| Выступление      | Выступление             | Выступление      | Лига | Лига | Кубок | Кубок | Еврокубки | Еврокубки | Итого | Итого |
| Клуб             | Лига                    | Сезон            | Игры | Голы | Игры  | Голы  | Игры      | Голы      | Игры  | Голы  |
| ---------------- | ----------------------- | ---------------- | ---- | ---- | ----- | ----- | --------- | --------- | ----- | ----- |
| СКА (СПб)        | КФК, МРО «Северо-Запад» | 2001             | 9    | 2    | —     | —     | —         | —         | 9     | 2     |
| СКА (СПб)        | Итого                   | Итого            | 9    | 2    | —     | —     | —         | —         | 9     | 2     |
| Петротрест       | КФК, МРО «Северо-Запад» | 2002             | 4    | 1    | —     | —     | —         | —         | 4     | 1     |
| Петротрест       | Итого                   | Итого            | 4    | 1    | —     | —     | —         | —         | 4     | 1     |
| Зенит-2          | 2-й дивизион, «Запад»   | 2002             | 19   | 1    | 0     | 0     | —         | —         | 19    | 1     |
| Зенит-2          | 2-й дивизион, «Запад»   | 2003             | 33   | 0    | 1     | 0     | —         | —         | 34    | 0     |
| Зенит-2          | Итого                   | Итого            | 52   | 1    | 1     | 0     | —         | —         | 53    | 1     |
| Анжи             | 1-й дивизион            | 2004             | 19   | 0    | 1     | 0     | —         | —         | 20    | 0     |
| Анжи             | Итого                   | Итого            | 19   | 0    | 1     | 0     | —         | —         | 20    | 0     |
| Амкар            | Премьер-лига            | 2005             | 23   | 2    | 5     | 0     | —         | —         | 28    | 2     |
| Амкар            | Премьер-лига            | 2006             | 26   | 0    | 3     | 0     | —         | —         | 29    | 0     |
| Амкар            | Премьер-лига            | 2007             | 28   | 4    | 4     | 0     | —         | —         | 32    | 4     |
| Амкар            | Премьер-лига            | 2008             | 25   | 1    | 4     | 0     | —         | —         | 29    | 1     |
| Амкар            | Премьер-лига            | 2009             | 28   | 3    | 1     | 0     | 2         | 0         | 31    | 3     |
| Амкар            | Премьер-лига            | 2010             | 24   | 1    | 1     | 0     | —         | —         | 25    | 1     |
| Амкар            | Премьер-лига            | 2011/12          | 28   | 2    | 2     | 0     | —         | —         | 30    | 2     |
| Амкар            | Премьер-лига            | 2012/13          | 15   | 0    | 0     | 0     | —         | —         | 15    | 0     |
| Амкар            | Премьер-лига            | 2013/14          | 25   | 2    | 1     | 1     | —         | —         | 26    | 3     |
| Амкар            | Премьер-лига            | 2014/15          | 15   | 0    | 1     | 0     | —         | —         | 16    | 0     |
| Амкар            | Премьер-лига            | 2015/16          | 18   | 1    | 3     | 0     | —         | —         | 21    | 1     |
| Амкар            | Премьер-лига            | → 2017/18        | 19   | 0    | 2     | 0     | —         | —         | 21    | 0     |
| Амкар            | Итого                   | Итого            | 274  | 16   | 27    | 1     | 2         | 0         | 303   | 17    |
| Динамо (Москва)  | ФНЛ                     | 2016/17          | 24   | 2    | 0     | 0     | 0         | 0         | 24    | 2     |
| Динамо (Москва)  | Итого                   | Итого            | 24   | 2    | 0     | 0     | 0         | 0         | 24    | 2     |
| Анжи             | Премьер-лига            | 2018/19          | 9    | 0    | 0     | 0     | —         | —         | 9     | 0     |
| Анжи             | Итого                   | Итого            | 9    | 0    | 0     | 0     | 0         | 0         | 9     | 0     |
| Всего за карьеру | Всего за карьеру        | Всего за карьеру | 391  | 21   | 29    | 1     | 2         | 0         | 422   | 22    |

## Личная жизнь
Женился в 2006 году в Перми. Супруга Наталья. Двое дочерей.
Имеет три высших образования. Закончил Лесотехническую академию в Санкт-Петербурге, а также институт физкультуры в городе Чайковском на тренера и на менеджера спорта.